# ICE - Agenzia per la promozione all'estero e l'internazionalizzazione delle imprese italiane
L'Agenzia ICE - Agenzia per la promozione all'estero e l'internazionalizzazione delle imprese italiane, nota anche come Italian Trade Agency (ITA) è un'agenzia governativa italiana impegnata nello sviluppo del commercio con l'estero.
È stata istituita nel 1926 col regio decreto n. 800 con il nome di INE ("Istituto nazionale per le esportazioni") e aveva il compito principale di "promuovere lo sviluppo delle esportazioni dei prodotti del suolo e dell'industria italiana".
Nel 1935 l'istituto ha acquisito competenze specifiche anche nel campo delle importazioni cambiando la denominazione in "Istituto nazionale per gli scambi con l'estero". Successivamente, nel 1945, assume la denominazione "ICE - Istituto nazionale per il commercio estero".
Nel luglio 2011, l'ICE viene soppresso e poco dopo nel dicembre 2011 viene ricostituito in forma di agenzia governativa con la denominazione "ICE - Agenzia per la promozione all'estero e l'internazionalizzazione delle imprese italiane". Dopo circa 12 mesi di gestione transitoria, dal 1º gennaio 2013 la nuova Agenzie ICE è operativa a sostegno delle esportazioni e degli investimenti italiani nel mondo e per favorire gli investimenti esteri in Italia.
In seguito alla riforma 104/2019, dal 1 gennaio 2020 l'agenzia i suoi uffici all'estero operano sotto l'indirizzo e la vigilanza del Ministero degli affari esteri e della cooperazione internazionale e della rete delle rappresentanze diplomatico-consolari italiane.

## La crociera della "Nave Italia" e la nascita dell'ICE
Precursore dell'ICE, istituito nel 1926, fu la fiera campionaria galleggiante allestita sulla nave Italia partita il 18 febbraio 1924 da La Spezia con l'intento di promuovere i prodotti italiani nell'America Latina.
Nei primi anni '20 del secolo scorso i mercati mondiali erano egemonizzati dalle merci prodotte principalmente nel Regno Unito, relativi Dominion e negli Stati Uniti e i prodotti italiani soffrivano nei mercati esteri di tale concorrenza.
In America Latina vi era ancora qualche possibilità di aprire nuovi mercati in concorrenza alla Germania e alla Francia già presenti in quei territori, le quali non vedevano con favore l'intrusione di altri concorrenti in quello che giudicavano una loro esclusiva “riserva” commerciale.
Per contrastare tale egemonia, in Italia le potenti “corporazioni” degli industriali si attivarono facendo pressioni sul Governo e proponendo il loro progetto di una "Crociera commerciale" per promuovere i propri prodotti nel promettente mercato Latino Americano.
Nacque così, sotto l'alto patronato del presidente del Consiglio dei ministri, con gli auspici di Gabriele D'Annunzio e presieduto dal senatore Pellerano il Comitato per la crociera commerciale nell'America Latina.
Facevano parte del Comitato rappresentanti del governo, della Marina, dell'industria e del commercio.
Fu da questo deciso di noleggiare il piroscafo Ferdinando Palasciano che ribattezzato "Nave Italia" fu posto sotto il comando di un Capitano di vascello, con equipaggio della Marina Militare e imbarcò una folta rappresentanza di imprenditori, artisti, autorità civili e politiche dell'epoca.
A bordo della "Regia Nave Italia" fu allestita la “Mostra campionaria itinerante” per mostrare le eccellenze dell'allora poco conosciuto made in Italy.
Durante i lavori necessari per ospitare la mostra campionaria alcuni saloni del piroscafo vennero adattati allo stile italiano per l'esposizione dei prodotti, che sarebbero stati collocati in vetrine eleganti e solide.
Il pittore Giulio Aristide Sartorio elaborò raffinate decorazioni che adornarono le scalinate di prua e di poppa. Le sale dell'esposizione erano dedicate rispettivamente alla seta, alla lana, agli orafi e affini, ai cotoni, ai filati, alla seta artificiale, ai prodotti chimici, ai profumi, ai medicinali, al libro.
Fu realizzato un atrio principale, attorniato da direzione, uffici, bar ed ufficio cambio. Adiacenti a tale zona erano inoltre la sala dei marmi, la sala delle ceramiche e affini, la sala dei ministeri e delle rappresentanze ufficiali, il patronato industrie femminili e piccole industrie operaie, la sala dell'arredamento della casa, delle industrie belliche e affini, dell'industria della carta, la tipografia, la sala degli strumenti musicali, dei vini, dei liquori, dei prodotti alimentari, delle industrie elettriche e meccaniche, delle macchine per l'agricoltura. Vi era inoltre la sala delle automobili, dei cicli e dei motocicli.
Gino Coppedè progettò una sala del libro italiano, ispirata ad una stanza di Firenze con vista sui colli fiesolani.
Tra i prodotti esposti vi erano le macchine da scrivere Olivetti, i feltri Borsalino, il cioccolato Perugina, le ceramiche di Faenza, i vetri di Murano, le pistole Beretta, gli occhiali Salmoiraghi, le automobili della FIAT, i biscotti della Lazzaroni, il bitter Campari, la seta artificiale della Snia Viscosa, le stoffe di Fortuny, i ferri battuti di Mazzucchelli e di Carlo Rizzarda, i vasi di Gio Ponti e di Venini, le medicine della Carlo Erba. Anche la Regia Marina partecipò alla mostra, esponendo materiale tecnico prodotto dalla cantieristica navale italiana e tutta la cartografia dell'Ufficio Idrografico. La Lega navale italiana espose il busto di Cristoforo Colombo e due targhe, una delle quali riproduceva una parte del testamento del navigatore, mentre l'altra replicava una lettera di Colombo, inviata alla Repubblica di Genova, contenente la frase «siendo io nascido a Genova ...».
La nave imbarcò inoltre 500 opere d'arte, scelte da un comitato presieduto da Giulio Aristide Sartorio e comprensivo anche, tra gli altri, di Vincenzo Gemito, Adolfo De Carolis, Antonio Mancini e Francesco Paolo Michetti. Lo stesso Sartorio incluse numerose proprie opere, molte delle quali eseguite al fronte durante la prima guerra mondiale; durante la traversata il pittore dipinse più di 200 paesaggi.
La Nave Italia levò le ancore da La Spezia il 18 febbraio 1924 e nel corso dei successivi sei mesi toccò i principali porti del Continente Americano tra cui Las Palmas, S. Maria di Belem, Pernambuco, Bahia, Baia di Spirito Santo, Rio de Janeiro, Santos, Florianopolis, Rio Grande do Sul, Montevideo, Buenos Aires, Bahia Blanca, Punta Arenas, Baia Fortescue, Coronel, Talcahuano, Valparaiso, Antofagasta, Iquique, Arica, Mollendo, Callao, Guayaquil, Colon, Vera Cruz, Avana, Port au Prince, Cartagena, Porto Columbia, La Guayra, Port of Spain, Las Palma, e rientrò a La Spezia il 20 ottobre 1924, dopo 23.000 miglia di navigazione e aver toccato 31 porti di 12 diverse nazioni.
La crociera venne accolta con molto favore in tutti i paesi che visitò e fu coronata da un significativo successo commerciale; il valore totale delle transazioni commerciali superò i 120 milioni di Lire del tempo e i visitatori della mostra itinerante furono circa 2 milioni.
Per commemorare la crociera fu emessa dalle Poste Italiane una serie di francobolli denominata Crociera Italiana 1924. Nel 1999 fu inaugurata la mostra "Aristide Sartorio 1924: la crociera della Regia nave Italia nell'America Latina" a cura di Bruno Mantura e Maria Paola Maino presso l'Istituto italo-latino americano di Roma.
Sulla scia del successo di tale prima esperienza promozionale sui mercati internazionali e per volere dei principali imprenditori italiani dell'epoca, tra cui Alberto Pirelli, che con largo anticipo rispetto agli imprenditori di altri paesi avevano compreso l'importanza del sostegno pubblico per la promozione all'estero delle produzioni nazionali, l'ICE venne istituito nel 1926 con il Regio Decreto n. 800 con il nome di INE (Istituto Nazionale per le Esportazioni) con il compito principale di "promuovere lo sviluppo delle esportazioni dei prodotti del suolo e dell'industria italiana".
Il primo presidente dell'allora INE fu Guido Jung, lo stesso che in seguito fondò l'IRI.
Nel 1935 l'Istituto acquisisce competenze specifiche anche nel campo delle importazioni cambiando la denominazione in "Istituto nazionale per gli scambi con l'estero". Successivamente nel 1945 assume la denominazione "ICE - Istituto nazionale per il commercio estero".
Nel luglio 2011 viene soppresso e poco dopo nel dicembre 2011 viene ricostituito come "ICE - Agenzia per la promozione all'estero e l'internazionalizzazione delle imprese italiane".

## L'Agenzia per la promozione all'estero e l'internazionalizzazione delle imprese italiane
L'ICE-Agenzia per la promozione all'estero e l'internazionalizzazione delle imprese italiane è stata istituita dalla legge 22 dicembre 2011 n. 214 come ente dotato di personalità giuridica di diritto pubblico, sottoposto ai poteri di indirizzo e vigilanza del Ministero dello sviluppo economico che li esercita sentiti, per le materie di rispettiva competenza, il Ministero degli affari esteri ed il Ministero dell'economia e delle finanze.
L'Agenzia ha il compito di sviluppare, agevolare e promuovere i rapporti economici e commerciali italiani con l'estero, con particolare attenzione alle esigenze delle piccole e medie imprese, dei loro consorzi e raggruppamenti. L'ICE opera al fine di sviluppare l'internazionalizzazione delle imprese italiane, nonché la commercializzazione dei beni e servizi italiani nei mercati internazionali, e di promuovere l'immagine del prodotto italiano nel mondo. L'Agenzia svolge le attività utili al perseguimento dei compiti ad essa affidati e, in particolare, offre servizi di informazione, assistenza e consulenza alle imprese italiane che operano nel commercio internazionale e promuove la cooperazione nei settori industriale, agricolo e agro-alimentare, della distribuzione e del terziario, al fine di incrementare la presenza delle imprese italiane sui mercati internazionali.
Nello svolgimento delle proprie attività, l'Agenzia opera in stretto raccordo con le regioni, le camere di commercio, industria, artigianato e agricoltura, le organizzazioni imprenditoriali e gli altri soggetti pubblici e privati interessati, ai sensi di linee guida e di indirizzo strategico in materia di promozione ed internazionalizzazione delle imprese che verranno assunte da una Cabina di regia istituzionale.

## Il CorCE
L'ICE è nota anche per un suo corso di studi specializzato nel commercio con l'estero e denominato CorCE, acronimo di Corso di specializzazione in Commercio Estero. Il CorCE è stato istituito nell'ottobre del 1962, con le prime quaranta borse assegnate con bando pubblico e oggi ha assunto la forma di un "master per l'internazionalizzazione delle imprese.

## La struttura attuale dell'ICE
A partire dal 1º gennaio 2015 l'Agenzia ICE opera con circa 64 uffici nel mondo, in stretta collaborazione con la rete diplomatico-consolare e con le Camere di Commercio Italiane all'estero.
Presidente e Direttore Generale sono attualmente Matteo Zoppas e Lorenzo Galanti.